# Kirklin
Kirklin és una població dels Estats Units a l'estat d'Indiana. Segons el cens del 2000 tenia 766 habitants.

## Demografia
Segons el cens del 2000, Kirklin tenia 766 habitants, 301 habitatges, i 204 famílies. La densitat de població era de 924,2 habitants/km².
Dels 301 habitatges en un 33,9% hi vivien nens de menys de 18 anys, en un 53,8% hi vivien parelles casades, en un 8% dones solteres, i en un 31,9% no eren unitats familiars. En el 25,6% dels habitatges hi vivien persones soles el 13,6% de les quals corresponia a persones de 65 anys o més que vivien soles. El nombre mitjà de persones vivint en cada habitatge era de 2,54 i el nombre mitjà de persones que vivien en cada família era de 3,08.
Per edats la població es repartia de la següent manera: un 27,2% tenia menys de 18 anys, un 7,6% entre 18 i 24, un 32% entre 25 i 44, un 21,7% de 45 a 60 i un 11,6% 65 anys o més.
L'edat mediana era de 35 anys. Per cada 100 dones de 18 o més anys hi havia 91,8 homes.
La renda mediana per habitatge era de 39.167$ i la renda mediana per família de 41.000$. Els homes tenien una renda mediana de 31.976$ mentre que les dones 22.656$. La renda per capita de la població era de 14.633$. Entorn del 7,4% de les famílies i el 12% de la població estaven per davall del llindar de pobresa.

## Poblacions més properes
El següent diagrama mostra les poblacions més properes.